# Walid Cheddira
Walid Cheddira (en árabe: وليد شديرة‎; Loreto, Italia, 22 de enero de 1998) es un futbolista marroquí con ciudadanía italiana. Juega de delantero y su equipo es la S. S. C. Napoli de la Serie A.

## Trayectoria
Comenzó su carrera en el club de su ciudad natal Loreto, el modesto CS Loreto AD en Promozione, ganando el ascenso a la Serie D en la temporada 2014-15.
El 10 de julio de 2019 firmó contrato por tres años con el Parma Calcio 1913, entonces equipo de la Serie A, club que lo envió a préstamo a la S. S. Arezzo de la Serie C el 22 de julio. Jugó en la Serie C el 25 de agosto ante el Lecco en la primera fecha. A mediados de temporada, el club lo envió a préstamo al Lecco y luego el 4 de septiembre al Mantova.
Llegó cedido a la S. S. C. Bari el 18 de julio de 2021, fichando permanentemente con el club el 30 de junio de 2022. En agosto del año siguiente fue traspasado a la S. S. C. Napoli que inmediatamente lo prestó al Frosinone Calcio.
El 27 de agosto de 2024 salió cedido al R. C. D. Espanyol, equipo de España, por una temporada.

## Selección nacional
Nacido en Italia, es descendiente marroquí. Fue citado a los encuentros amistosos de septiembre de 2022 ante Chile y Paraguay. Debutó el 23 de septiembre ante Chile.

### Participaciones en Copas del Mundo
| Mundial      | Sede  | Resultado     | Partidos | Goles |
| ------------ | ----- | ------------- | -------- | ----- |
| Mundial 2022 | Catar | Cuarto puesto | 2        | 0     |

## Clubes
| Club                         | País   | Año           |
| ---------------------------- | ------ | ------------- |
| CS Loreto AD                 | Italia | 2015-2017     |
| A. C. Sangiustese            | Italia | 2017-2019     |
| Parma Calcio 1913            | Italia | 2019-2022     |
| S. S. Arezzo (préstamo)      | Italia | 2019-2020     |
| Calcio Lecco 1912 (préstamo) | Italia | 2020          |
| Mantova 1911 (préstamo)      | Italia | 2020-2021     |
| S. S. C. Bari (préstamo)     | Italia | 2021-2022     |
| S. S. C. Bari                | Italia | 2022-2023     |
| S. S. C. Napoli              | Italia | 2023-presente |
| Frosinone Calcio (préstamo)  | Italia | 2023-2024     |
| R. C. D. Espanyol (préstamo) | España | 2024-2025     |

## Palmarés

### Títulos nacionales
| Título            | Club          | País   | Año     |
| ----------------- | ------------- | ------ | ------- |
| Serie C (Grupo C) | S. S. C. Bari | Italia | 2021-22 |